# Leszek Dlouchy
Leszek Władysław Dlouchy (ur. 1 czerwca 1953 w Wałbrzychu) – polski działacz związkowy w PRL, redaktor naczelny tygodnika Jedność.

## Życiorys
Jest absolwentem Politechniki Wrocławskiej, w latach 70. zamieszkał w Szczecinie, pracował w Szczecińskiej Stoczni Remontowej „Gryfia”. Pod koniec lat 70. uczestniczył w niezależnych spotkaniach tzw. Forum Młodych, organizowanych przez Jarosława Piwara. W 1980 uczestniczył w strajkach w Szczecinie. Był członkiem Komisji Robotniczej w „Gryfii”. 19 sierpnia 1980 wszedł w skład Międzyzakładowego Komitetu Strajkowego w Szczecinie. Był pomysłodawcą, a następnie redaktorem naczelnym pisma Jedność wydawanego przez MKS (następnie Międzyzakładową Komisję Robotniczą) od 24 sierpnia 1981, a po przekształceniu tego pisma redaktorem naczelnym wydawanego od 10 stycznia 1981 NSZZ „Solidarność” Region Pomorze Zachodnie ogólnopolskiego tygodnika Jedność. W kwietniu 1981 został członkiem Regionalnej Komisji Wyborczej NSZZ „Solidarność”. W listopadzie 1981 należał do sygnatariuszy deklaracji założycielskiej Klubów Samorządnej Rzeczypospolitej "Wolność-Sprawiedliwość-Niepodległość".  13 grudnia 1981 został internowany, przebywał początkowo w Zakładzie Karnym w Goleniowie, a od stycznia 1982 w Ośrodku Odosobnienia w Wierzchowie. Urlopowany 23 lipca 1982, formalnie zwolniony 8 sierpnia 1982. W tym samym roku wyemigrował do Szwecji. 
Na emigracji pracował m.in. w fabryce opakowań. Do Polski powrócił w 1994, jako przedsiębiorca handlował kotłami grzewczymi. W latach 2005–2006 był zastępcą Prezydenta Szczecina Mariana Jurczyka.

## Odznaczenia
- Krzyż Oficerski Orderu Odrodzenia Polski (2006)[10]
- Krzyż Wolności i Solidarności (2020)[11].
- Medal Stulecia Odzyskanej Niepodległości (2023)[12]